# Église Saint-Michel-et-Saint-Gabriel de Batajnica
Pour les articles homonymes, voir Église Saint-Michel-et-Saint-Gabriel.
L'église Saint-Michel-et-Saint-Gabriel de Batajnica (en serbe cyrillique : Црква Светих Арханђела Михаила и Гаврила ; en serbe latin : Crkva Svetih Arhanđela Mihaila i Gavrila) est une église orthodoxe située à Belgrade, la capitale de la Serbie, dans la municipalité de Zemun et dans le quartier de Batajnica. Construite entre 1780 et 1785, elle est inscrite sur la liste des monuments culturels protégés de la république de Serbie (identifiant no SK 426) et sur la liste des biens culturels de la ville de Belgrade.

## Présentation
L'église Saint-Michel-et-Saint-Gabriel de Batajnica a été construite entre 1780 et 1785, à l'emplacement d'une autre église remontant elle aussi au XVIIIe siècle. Elle est constituée d'une nef unique, avec une abside demi-circulaire et un narthex surmonté d'un clocher baroque de trois étages.
L'édifice abrite plusieurs objets d'art de grande valeur. L'iconostase comprend 44 icônes réalisées par Teodor Kračun, l'un des plus importants peintres baroques serbes du XVIIIe siècle. On y trouve aussi 28 icônes réalisées par Živko Petrović, un peintre du XIXe siècle originaire de Zemun, des objets cultuels des XVIIIe et XIXe siècles, des livres rares et des documents d'archive.